# Azerbejdżan na Letnich Igrzyskach Olimpijskich Młodzieży 2010
Azerbejdżan na Letnich Igrzyskach Olimpijskich Młodzieży w Singapurze w 2010 reprezentować będzie 12 sportowców w 6 dyscyplinach.

## Skład kadry

### Boks
- Salman Əlizadə —
- Elvin İsayev —
- Şaban Şahpələngov

### Judo
- Cəlil Cəlilov

### Kajakrstwo
- Radoslav Kutsev

### Taekwondo
- Səbuhi İsmayılzadə

### Podnoszenie ciężarów
- Nicat Rəhimov —

### Zapasy
- Murad Bazarov —
- Elman Muxtarov —
- Patimat Baqomedova —
- Kənan Quliyev —
- Ali Maqomedabirov —